# Kent Nilsson
Kent Nilsson (* 31. srpna 1956 Nynäshamn, Švédsko) je bývalý švédský hokejový útočník a trenér. Momentálně pracuje jako skaut pro tým Florida Panthers.

## Hráčská kariéra

### Klubová kariéra
Hrával ve švédské lize, za Djurgårdens IF a AIK Stockholm odehrál dohromady čtyři sezóny. V roce 1977 odešel do Severní Ameriky a nastupoval v WHA za Winnipeg Jets. V obou sezónách ve Winnipegu překonal stobodovou hranici přispěl k vítězství Winnipegu v lize. V roce 1979 po zániku WHA začal Winnipeg hrát NHL, ale Nilsson přestoupil do Atlanta Flames, jiného týmu NHL. V dalším ročníku (1980/1981), když se tým z Atlanty přestěhoval do Calgary, odehrál svou nejlepší sezónu. Zaznamenal 49 gólů a 82 asistencí, dohromady 131 bodů, což je dosud klubový rekord Calgary Flames, a skončil třetí v bodování ligy. Po sezóně 1984/1985 byl vyměněn do Minnesota North Stars, kde vydržel rok a půl, uprostřed ročníku 1986/1987 byl vyměněn do Edmonton Oilers. Tam zůstal jen do konce sezóny, týmu však výrazně pomohl 19 body v play-off k zisku Stanley Cupu, pro Kenta Nilssona jediného v kariéře. Poté zamířil do Evropy a stal se z něj hokejový cestovatel. Hrával v italské lize, tři roky ve [švýcarské nejvyšší soutěži, mezitím dva ročníky doma v Djurgårdens IF, rok v Rakousku, krátce v Norsku a celou kariéru zakončil v Majadahonda HC ve španělské lize.

### Reprezentační kariéra
Ve švédské reprezentaci prošel juniorskými výběry, byl členem bronzového týmu na mistrovství světa do 20 let v roce 1975. Třikrát hrál na Kanadském poháru – v letech 1981, 1984 (finálová účast) a 1987 a také třikrát na Mistrovství světa v ledním hokeji, kde se s týmem umístil nejvýše na druhém místě v roce 1990.

## Úspěchy a ocenění
Týmové
- vítězství ve WHA (Avco World Trophy) 1978, 1979 s Winnipeg Jets
- Stanley Cup - 1987 s Edmonton Oilers
- italský ligový titul - 1988 s HC Bolzano
- švédský ligový titul - 1989 s Djurgårdens IF
- finále Kanadského poháru 1984
- semifinále Kanadského poháru 1987
- stříbro na MS 1990

Individuální
- Lou Kaplan Trophy pro nejlepšího nováčka WHA - 1978
- Paul Deneau Trophy pro nejslušnějšího hráče WHA - 1979
- účast v NHL All-Star Game - 1980, 1981
- Zlatý puk pro nejlepšího švédského hráče 1989
- člen švédského "celosvětového" All Star týmu - 1985, 1989, 1990
- člen Síně slávy IIHF od roku 2006

## Rekordy
Národní
- nejvíce bodů švédského hráče v jedné sezóně NHL - 131 v sezóně 1980/1981

Klubové
- rekord Calgary Flames v počtu bodů v jedné sezóně - 131 (1980/1981)
- rekord Calgary Flames v počtu asistencí v jedné sezóně - 82 (1980/1981)

## Klubové statistiky
| 1973–74       | Djurgårdens IF        | SEL           | 8   | 1   | 2   | 3   | —   | 4   | 14 | 8  | 6  | 14 | —   | 2  |
| 1974–75       | Djurgårdens IF        | SEL           | 28  | 13  | 12  | 25  | —   | 14  | —  | —  | —  | —  | —   | —  |
| 1975–76       | Djurgårdens IF        | SEL           | 36  | 28  | 26  | 54  | —   | 10  | —  | —  | —  | —  | —   | —  |
| 1976–77       | AIK                   | SEL           | 36  | 30  | 19  | 49  | —   | 18  | —  | —  | —  | —  | —   | —  |
| 1977–78       | Winnipeg Jets         | WHA           | 80  | 42  | 65  | 107 | +27 | 8   | 9  | 2  | 8  | 10 | +2  | 10 |
| 1978–79       | Winnipeg Jets         | WHA           | 78  | 39  | 68  | 107 | +1  | 8   | 10 | 3  | 11 | 14 | -1  | 4  |
| 1979–80       | Atlanta Flames        | NHL           | 80  | 40  | 53  | 93  | -3  | 10  | 4  | 0  | 0  | 0  | —   | 2  |
| 1980–81       | Calgary Flames        | NHL           | 80  | 49  | 82  | 131 | +15 | 26  | 14 | 3  | 9  | 12 | —   | 2  |
| 1981–82       | Calgary Flames        | NHL           | 41  | 26  | 29  | 55  | -20 | 8   | 3  | 0  | 3  | 3  | —   | 2  |
| 1982–83       | Calgary Flames        | NHL           | 80  | 46  | 58  | 104 | +5  | 10  | 9  | 1  | 11 | 12 | —   | 2  |
| 1983–84       | Calgary Flames        | NHL           | 67  | 31  | 49  | 80  | -24 | 22  | —  | —  | —  | —  | —   | —  |
| 1984–85       | Calgary Flames        | NHL           | 77  | 37  | 62  | 99  | -4  | 14  | 3  | 0  | 1  | 1  | -2  | 0  |
| 1985–86       | Minnesota North Stars | NHL           | 61  | 16  | 44  | 60  | +4  | 10  | 5  | 1  | 4  | 5  | +2  | 0  |
| 1986–87       | Minnesota North Stars | NHL           | 44  | 13  | 33  | 46  | +2  | 12  | —  | —  | —  | —  | —   | —  |
| 1986–87       | Edmonton Oilers       | NHL           | 17  | 5   | 12  | 17  | +10 | 4   | 21 | 6  | 13 | 19 | +11 | 6  |
| 1987–88       | HC Bolzano            | ITA           | 35  | 60  | 72  | 132 | —   | 48  | 8  | 14 | 14 | 28 | —   | ?  |
| 1987–88       | SC Langnau            | NLA           | 2   | 2   | 0   | 2   | —   | —   | —  | —  | —  | —  | —   | —  |
| 1988–89       | Djurgårdens IF        | SEL           | 35  | 21  | 21  | 42  | —   | 36  | 1  | 0  | 1  | 1  | —   | 0  |
| 1989–90       | EHC Kloten            | NLA           | 36  | 21  | 19  | 40  | —   | —   | 5  | 4  | 5  | 9  | —   | —  |
| 1990–91       | EHC Kloten            | NLA           | 33  | 37  | 39  | 76  | —   | —   | 8  | 3  | 8  | 11 | —   | —  |
| 1991–92       | EHC Kloten            | NLA           | 17  | 11  | 14  | 25  | —   | 8   | 2  | 0  | 0  | 0  | —   | 2  |
| 1992–93       | Djurgårdens IF        | SEL           | 40  | 11  | 20  | 31  | —   | 20  | 6  | 2  | 3  | 5  | —   | 0  |
| 1993–94       | EC Graz               | Alp.          | 30  | 15  | 33  | 48  | —   | —   | —  | —  | —  | —  | —   | —  |
| 1993–94       | Graz EC               | RHL           | 27  | 8   | 9   | 17  | —   | —   | —  | —  | —  | —  | —   | —  |
| 1994–95       | Vålerengens IF        | Nor.          | 6   | 1   | 1   | 2   | —   | 8   | —  | —  | —  | —  | —   | —  |
| 1994–95       | Edmonton Oilers       | NHL           | 6   | 1   | 0   | 1   | -5  | 0   | —  | —  | —  | —  | —   | —  |
| 1995–96       | Nynäshamns IF         | SEL-3         | 2   | 2   | 3   | 5   | —   | 6   | —  | —  | —  | —  | —   | —  |
| 1997–98       | Majadahonda HC        | ESP           | 6   | 8   | 12  | 20  | —   | —   | 2  | 3  | 8  | 11 | —   | —  |
| Celkem v SEL  | Celkem v SEL          | Celkem v SEL  | 183 | 104 | 100 | 204 | —   | 102 | 21 | 10 | 10 | 20 | —   | 2  |
| Celkem ve WHA | Celkem ve WHA         | Celkem ve WHA | 158 | 81  | 133 | 214 | +28 | 16  | 19 | 5  | 19 | 24 | +1  | 14 |
| Celkem v NHL  | Celkem v NHL          | Celkem v NHL  | 553 | 264 | 422 | 686 | -20 | 116 | 59 | 11 | 41 | 52 | +11 | 14 |
| Celkem v NLA  | Celkem v NLA          | Celkem v NLA  | 88  | 71  | 72  | 143 | —   | 8   | 15 | 7  | 13 | 20 | —   | 2  |

## Reprezentace
| Rok                       | Tým                       | Soutěž                    | Z  | G  | A  | B  | TM |
| ------------------------- | ------------------------- | ------------------------- | -- | -- | -- | -- | -- |
| 1974                      | Švédsko 18                | MEJ                       | 5  | 8  | 7  | 15 | 2  |
| 1975                      | Švédsko 20                | MSJ                       | 6  | 3  | 3  | 6  | —  |
| 1975                      | Švédsko 18                | MEJ                       | 5  | 5  | 5  | 10 | 0  |
| 1976                      | Švédsko 20                | MSJ                       | 4  | 1  | 3  | 4  | 2  |
| 1981                      | Švédsko                   | KP                        | 5  | 0  | 2  | 2  | 4  |
| 1984                      | Švédsko                   | KP                        | 8  | 3  | 8  | 11 | 4  |
| 1985                      | Švédsko                   | MS                        | 8  | 6  | 5  | 11 | 6  |
| 1987                      | Švédsko                   | KP                        | 6  | 0  | 4  | 4  | 4  |
| 1989                      | Švédsko                   | MS                        | 10 | 3  | 11 | 14 | 0  |
| 1990                      | Švédsko                   | MS                        | 10 | 10 | 2  | 12 | 6  |
| Juniorská kariéra celkově | Juniorská kariéra celkově | Juniorská kariéra celkově | 20 | 17 | 18 | 35 | —  |
| Seniorská kariéra celkově | Seniorská kariéra celkově | Seniorská kariéra celkově | 47 | 22 | 32 | 52 | 24 |